# Ḃ
Ḃ ḃ – litera zmodyfikowanego alfabetu łacińskiego. Składa się on z łacińskiego b, oraz ze znaku diakrytycznego kropki. Występuje w języku irlandzkim jako litera zastępująca dwuznak bh.